# Cymotricha
Cymotricha is een geslacht van vlinders van de familie tastermotten (Gelechiidae).

## Soorten
- C. leontovitchi Ghesquière, 1940
- C. tepens Meyrick, 1923